# Дали (мифология)
Дали (груз. დალი) — богиня охоты в грузинской мифологии, могла явиться человеку в виде животного или птицы. Покровительница диких животных.
Обычно изображается как прекрасная обнаженная женщина с золотыми волосами и светящейся кожей. 
Мать Амирани, героя грузинского мифа и эпоса.
По сванским легендам, она соблазняет охотников, и убивает их.
С приходом христианства в Грузию eе образ сливается с образом али.